# Державне авіаційне підприємство «Україна»
Державне авіаційне підприємство «Україна» — українська авіакомпанія, заснована 1996 року для обслуговування відповідальних міжнародних дипломатичних заходів найвищого державного керівництва України.
Підпорядкована Державному управлінню справами.
Діє на базі інфраструктури міжнародного аеропорту «Бориспіль».

## Основні види діяльності
- організація, забезпечення та виконання повітряних перевезень спеціальними рейсами вищих посадових осіб та офіційних делегацій України і інших держав у межах України та за її кордонами;
- забезпечення стандартизованого рівня безпеки польотів, авіаційної та пожежної безпеки, охорони повітряних суден і пасажирів згідно з вимогами нормативних документів, у взаємодії з відповідними підрозділами зацікавлених міністерств, установ та відомств України;
- здійснення перевезень пасажирів, пошти та вантажу повітряними суднами приписного парку на внутрішніх і міжнародних авіалініях, з виконанням комерційного обслуговування пасажирів перед вильотом та після прильоту, а також надання додаткових послуг пасажирам на борту літака;
- надання заявленого переліку послуг пасажирам і замовникам перед вильотом, під час польоту та після польоту;
- виконання комплексу робіт по впровадженню в експлуатацію нових типів повітряних суден, спеціальної техніки, обладнання, технологій тощо;
- організація бортового харчування;
- здійснення, за необхідністю, інженерного супроводження експлуатації всіх типів повітряних суден приписного парку та повітряних суден сторонніх підприємств, установ та організацій;
- медичне обслуговування працівників підприємства, у тому числі проведення медичної сертифікації льотного та льотно-підйомного складу;
- виконання комплексу робіт по матеріально-технічному забезпеченню виробничої діяльності підприємства;
- експлуатація власних і орендованих будівель, споруд та відповідних інженерних мереж.

ДАП «Україна» не виконує регулярні авіаперевезення, а виключно рейси по замовленню (чартерні).

## Керівництво
Наразі підприємство очолює Мазуренко Анатолій Прокопович.

## Флот

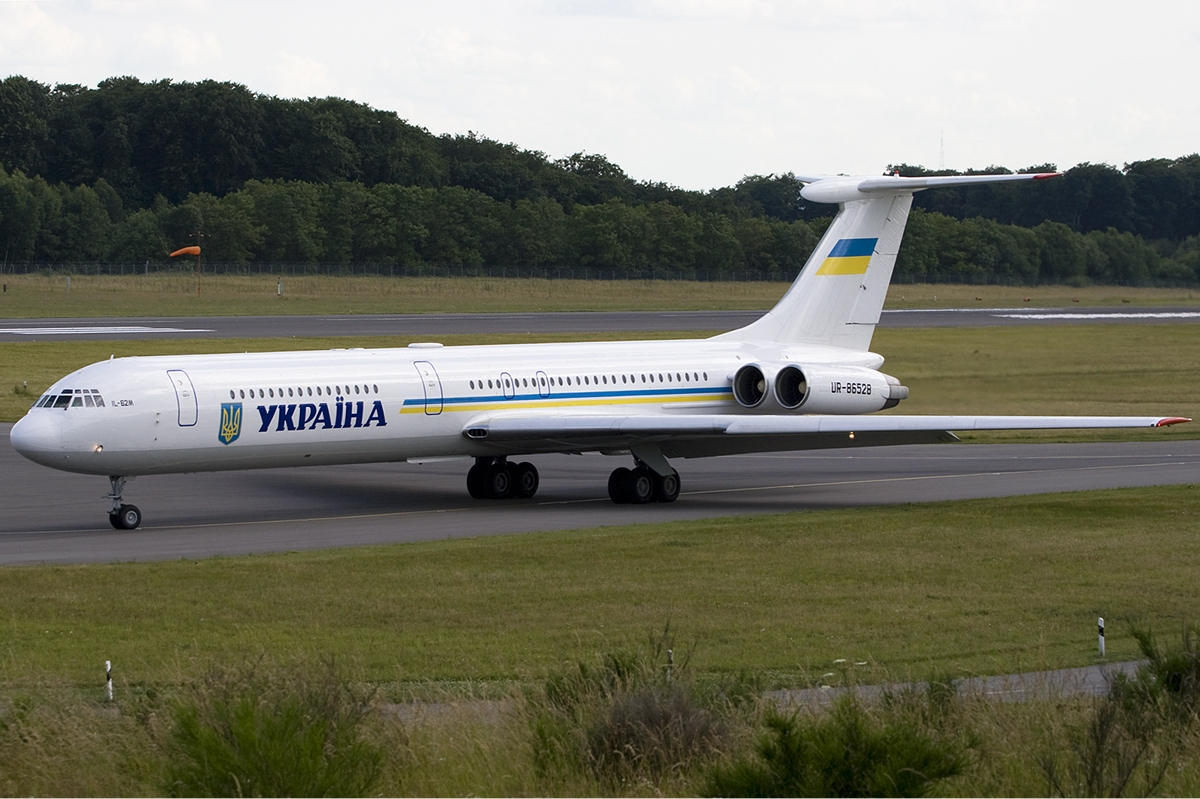
Іл-62М

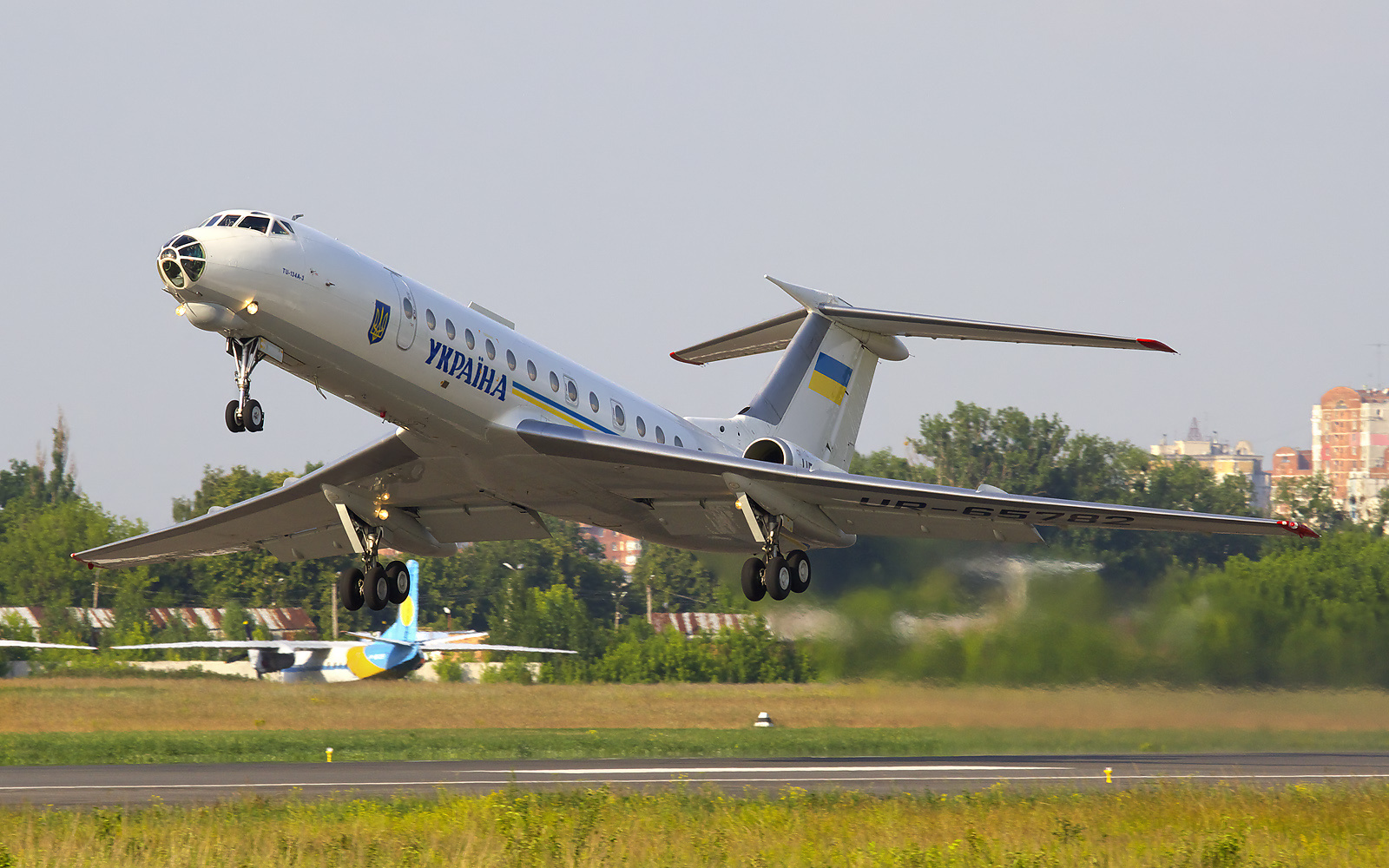
Ту-134А

Флот Ukraine Air Enterprise на серпень 2016
Також для забезпечення місцевих перельотів має гелікоптер Мі-8.